# جنگ سی‌ساله

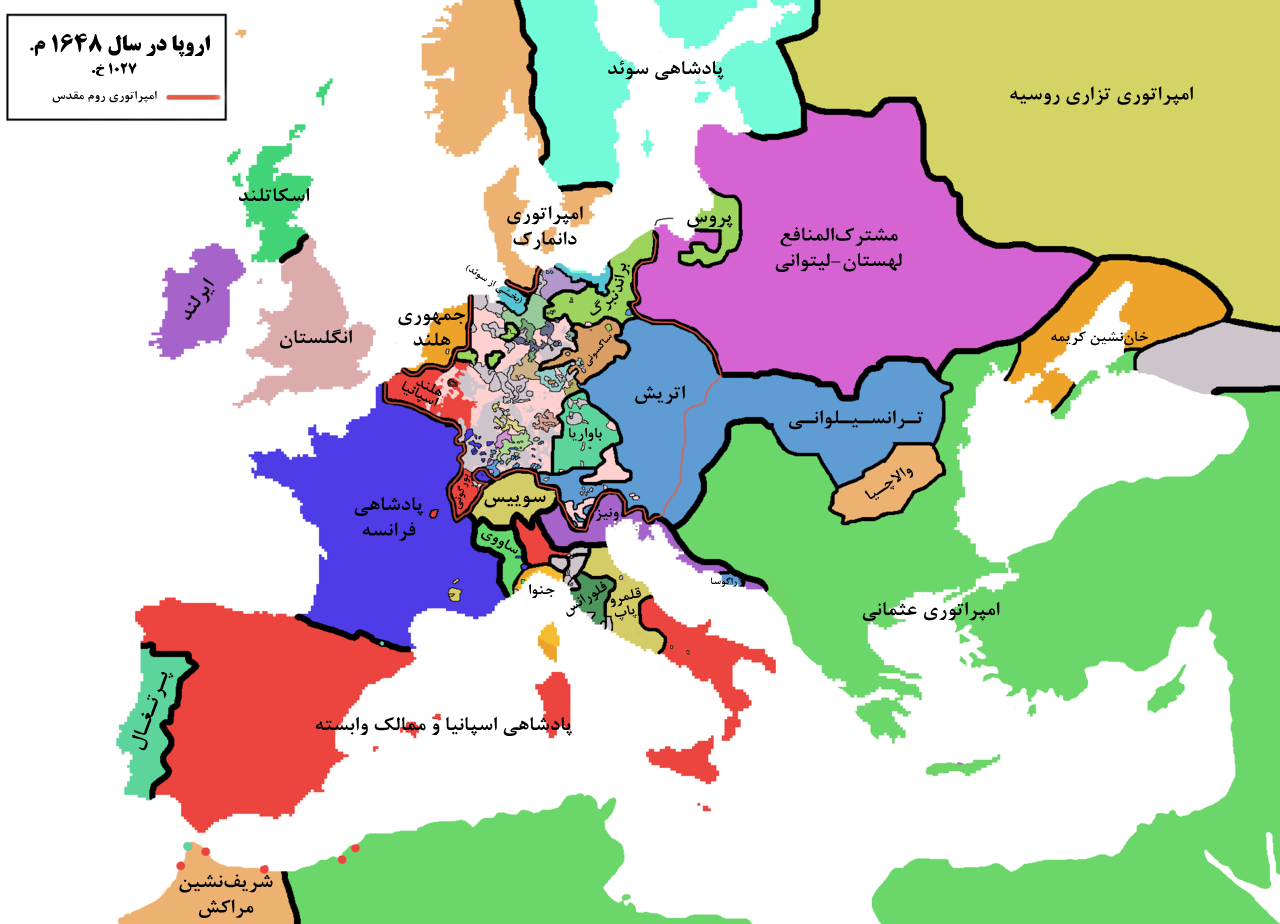
نقشه تقسیم قدرت در اروپا، سال ۱۶۴۸. قسمت خاکستری، حکومت‌های کوچک آلمانی در محدوده امپراتوری مقدس روم را نشان می‌دهد.

جنگ سی‌ساله جنگ‌هایی میان سال‌های ۱۶۱۸ و ۱۶۴۸ در اروپای مرکزی بودند که بیش‌تر در خاک امپراتوری مقدس روم رخ داد و در آن ابرقدرت‌های اصلی اروپا برای تثبیت قدرت و تعیین مرزبندی‌های جدید شرکت داشتند. علت این کشمکش به درگیری میان دو مذهب کاتولیک و پروتستان و همچنین رقابت میان حکومت‌های هابسبورگیِ اتریش و اسپانیا با قدرت‌های دیگر منطقه که فرانسه، هلند، دانمارک و سوئد بودند و به کشمکش هابسبورگ-فرانسه مشهور شده بود، برمی‌گشت.
این جنگ همچنین قحطی و بیماری‌های گوناگونی را به همراه داشت و باعث شد، که کشور آلمان از جمعیت خالی شود. به طوری که در جنوب آلمان تنها حدود یک سوم زنده ماندند. هرچند که این جنگ سی سال طول کشید ولی درگیری آن سیصد سال دیگر ادامه داشت. این جنگ با عهدنامه وستفالی که در مونستر بسته شد پایان گرفت.
چندین دهه پس از پایان جنگ، هنگامی که اتریش و متحدان آلمانی‌اش در حال جنگ با ترکان عثمانی بودند، لوئی چهاردهم پادشاه فرانسه موقعیت را خوب دید تا تصرفات خود را در دو طرف راین گسترش دهد. این عمل که در جنگ‌های ناپلئونی نیز تأثیرگذار بود، به دشمنی دیرینه آلمان-فرانسه تبدیل شد و بعدها از دلایل اصلی دو جنگ جهانی بود.

## پیش‌زمینه
فرانسه در آغاز سده شانزدهم درصدد بود تا محاصره‌ای را که خاندان هابسبورگ ایجاد کرده بود، درهم شکند. این موضوع در سال ۱۵۵۶ با کناره‌گیری کارل پنجم از سلطنت اسپانیا و مقام امپراتور مقدس روم و تقسیم امپراتوری، تا حدی فرو نشست. پسرش فلیپه دوم اسپانیا، هلند اسپانیا، ایتالیا و مستعمرات را به میراث برد و برادرش فردیناند دوم، امپراتور مقدس روم شد و دارایی‌ها و زمین‌های خاندان هابسبورگ را در اتریش و اروپای شرقی به دست آورد. فرانسه هابسبورگ‌های اسپانیایی را برای خود تهدید حس می‌کرد و از یکپارچه شدن دوبارهٔ امپراتوری مقدس روم تحت رهبری امپراتوری هابسبورگ هراس داشت.
اسپانیا امضای پیمان‌نامهٔ سال ۱۶۰۹ برای یک دورهٔ صلح دوازده‌ساله را یک پیمان موقت می‌دانست و بر آن بود تا کنترل خود را در هلند، به‌ویژه در مناطق شمالی این کشور دوباره تثبیت کند. کنترل دریا توسط ناوگان انگلیسی و هلندی سبب شد اسپانیا ناگزیر شود تا برای رساندن کشتی‌های حامل تدارکات و سربازان خود به مقصد هلند، مسیر دیگری را از راه ایتالیا و غرب آلمان بپیماید.

### وضعیت آلمان
هابسبورگ‌های اتریشی می‌خواستند با محو آیین پروتستان و استقرار قدرت مرکزی نیرومندتر، متصرفات خود را در دوک‌نشین اتریش و پادشاهی بوهم یکپارچه کنند. در عین حال اعضای این خاندان به عنوان امپراتوران مقدس روم، به دلیل نداشتن قدرت واقعی بر سرزمین فئودالی و تکه‌تکه آلمان که در آن صدها حکومت منفرد هنوز هم عملاً قدرت سیاسی را در اختیار داشتند، سخت خشمگین بودند؛ با این حال صلح آوگسبورگ در سال ۱۵۵۵، جنگ مذهبی میان کاتولیک‌ها و لوتری‌های آلمانی را به پایان برد اما مذهب همچنان به نقش عامل درگیری خود در آلمان ادامه داد زیرا لوتری‌ها و کاتولیک‌ها برای کنترل امیرنشین و شاهزاده‌نشین‌های متعدد آلمانی با هم رقابت می‌کردند. به علاوه، گرچه صلح آوگسبورگ حقوق پیروان آیین کالونی را به رسمیت نشناخت با این حال تعدادی از دولت‌های کوچک آلمانی این آیین را به عنوان کلیسای رسمی خود پذیرفتند.
جنگ در سال ۱۶۱۸ آغاز شد، زمانی که فردیناند دوم از پادشاهی بوهم خلع شد و فردریک پنجم، انتخابگر پفالتس جایگزین او شد. اگرچه شورش بوهمی به سرعت سرکوب شد، نبردها به قصر گسترش یافت که اهمیت استراتژیک آن در جمهوری هلند و اسپانیا جلب شد و سپس درگیر جنگ هشتادساله شد. از آنجایی که حاکمان بلندپرواز خارجی مانند کریستیان چهارم دانمارک و گوستاو آدولف دوم سوئد نیز قلمروهایی را در داخل امپراتوری در اختیار داشتند، آنچه که به عنوان یک جنگ داخلی خاندان آغاز شد به یک درگیری بسیار ویرانگر اروپایی تبدیل شد.
در آغاز سده هفدهم، شاهزاده انتخابگر پفالتس به نام فردریک پنجم، رهبری تشکیل اتحادیهٔ دولت‌های پروتستان مذهب آلمانی به نام اتحادیهٔ پروتستان را برعهده گرفت. برای مقابله با این کار، ماکسیمیلیان یکم، هرتسوگ بایرن، حاکم بایرن در جنوب آلمان نیز از دولت‌های کاتولیک مذهب آلمانی، اتحادیه‌ای تشکیل داد. انشعاب آلمان به دو اردوی مسلح، به علت دخالت دولت‌های خارجی، وضع خطرناک‌تری به خود گرفت. اتحادیهٔ پروتستان از حمایت هلند، انگلستان و فرانسه برخوردار شد و اسپانیا و امپراتور مقدس روم، اتحادیهٔ کاتولیک را پشتیبانی کردند. بدین ترتیب آلمان تا سال ۱۶۰۹ به دو اردوی جنگی متخاصم و منتظر جنگ مذهبی منشعب شد.
علاوه بر آن، مسئله قانون اساسی در آلمان بر وخامت این جناح‌بندی افزود. اشتیاق امپراتوران هابسبورگ در یکپارچه کردن قدرت خود در امپراتوری مقدس روم با مقاومت امیران آلمانی مواجه گردید که برای آزادی‌های آلمانی یعنی حفظ حقوق خود در قانون اساسی و بهره‌برداری از امتیاز ویژه یعنی رهبری مستقل می‌کوشیدند. امپراتوران آلمان هابسبورگی برای پیگیری و پیشبرد اهداف و سیاست‌های خود، چشم به توانایی و کمک اسپانیای کاتولیک داشتند، در حالی که امیران آلمانی برای دریافت کمک، به دشمنان اسپانیا و خاصه فرانسه که خود را در محاصره خاندان هابسبورگ می‌دید، روی آوردند. سرانجام حوادث سال‌های ۱۶۱۷ و ۱۶۱۸ در بوهم، شعله‌های جنگ بزرگ را برافروخت.

## آغاز جنگ

نقاشی از نبرد کوه سفید

### مرحله بوهمی (۱۶۱۷–۱۶۲۵)
در سال ۱۶۱۷، طبقات بوهمی، آرشیدوک فردیناند هابسبورگی را به عنوان شاه خود پذیرفتند، اما چندی نگذشت که از انتخاب خود پشیمان شدند. بسیاری از این نجبا کالونی مذهب بودند، در حالی که فردیناند کاتولیک بود و به استقرار مجدد کاتولیک در بوهم و تحکیم قدرت سلطنت تمایل نشان می‌داد. نجبای پروتستان مذهب بوهم در ماه مه ۱۶۱۸ ضد فردیناند شوریدند و دو تن از فرمانداران هابسبورگی و یکی از منشیان را از پنجرهٔ کاخ سلطنتی پراگ، پایتخت حکومت بوهم، به بیرون پرتاب کردند و با این عمل مقاومت خود را عیان ساختند. کاتولیک‌ها مدعی شدند که زنده ماندن معجزه‌آسای این عده آن هم از ارتفاع کاخ، به شفاعت مریم عذرا حاصل شده‌است اما در مقابل پروتستان‌ها ضمن رد این دعوی، آن را حادثه‌ای اتفاقی و تصادفی دانستند. در این هنگام شورشیان بوهمی کنترل بوهم را در اختیار گرفتند، فردیناند را خلع کردند و فردریک پنجم یعنی برگزیننده امپراتور و امیر پروتستان مذهب پفالتس و رئیس اتحادیهٔ پروتستان را برجای او نشاندند.
در این ایام، فردیناند که به عنوان و مقام امپراتور مقدس روم انتخاب شده بود، خلع خود را نپذیرفت. نیروهای امپراتور با کمک سپاه قدرتمند ماکسیمیلیان، دوک بایرن و رهبر اتحادیهٔ کاتولیک، در تاریخ ۸ نوامبر سال ۱۶۲۰، قوای فردریک و نجبای بوهم را در نبرد کوه سفید واقع در حومهٔ پراگ شکست دادند. در این ضمن، سربازان با استفاده از وضع ناگوار فردریک، به پفالتس هجوم بردند و در پایان سال ۱۶۲۲، آن را متصرف شدند. فردریک که شکست خورده بود و تاج و تخت بوهم و پفالتس را از دست داده بود، به هلند گریخت. اسپانیا با استفاده از این شرایط بخش غربی پفالتس را به کنترل درآورد تا به هدف خود در استفاده از مسیر ایتالیا و آلمان، به هلند برسد و دوک ماکسیمیلیان امیر باواریا، بقیه خاک بوهم را تصرف کرد. امپراتور فردیناند که مجدداً به پادشاهی بوهم رسیده بود، اعلام نمود که سرزمین بوهم از متصرفات ارثیه‌ای هابسبورگ‌هاست لذا اراضی نجبا را ضبط و مذهب کاتولیک را تنها مذهب رسمی بوهم اعلام کرد. قریب سی‌هزار خانوادهٔ پروتستان مذهب به ساکسونی و پادشاهی مجارستان مهاجرت کردند. اسپانیایی‌ها حملات خود را به هلند از سر گرفتند.

### مرحله دانمارکی (۱۶۲۵–۱۶۲۹)
این مرحله از زمانی آغاز شد که کریستین چهارم، شاه دانمارک که پروتستان مذهب بود، به جانبداری از آرمان پروتستان برخاست و سپاه خود را به داخل شمال آورد. ابتدا گمان می‌رفت که وی درصدد ضمیمه کردن شمال آلمان به قلمرو خود بوده تا بتواند جنوب بالتیک را کنترل نماید. در این زمان عنان نیروهای امپراتوری مقدس روم در دست فرمانده برجسته به نام آلبرشت فن والنشتاین، از نجبای بوهمی بود که از پیروزی فردیناند سود جسته و ثروتمندترین زمیندار بوهم شده بود. والنشتاین ارتش امپراتوری را به شمال آلمان برد و توانست دانمارکی‌ها را سخت درهم شکند و بخشی‌هایی از شمال آلمان از جمله بندرهای بالتیکی هامبورگ و لوبک و برمن را اشغال کند. این شکست کریستین چهارم در شمال آلمان، به دخالت دانمارک در جنگ سی ساله خاتمه داد و حتی برتری دانمارک در بالتیک را به پایان برد.
امپراتور فردیناند دوم پس از پیروزی ارتش امپراتوری، خود را در اوج قدرت دید و از فرصت استفاده برد و در مارس ۱۶۲۹، فرمان اعاده مذهب کاتولیک را صادر کرد. در حکم خود، پیروی از آیین کالونی را ممنوع ساخت و تمام اموال کلیسای کاتولیک را که امرای پروتستان مذهب از کلیسای کاتولیک ستانده بودند، مجدداً به کلیسا بازگرداند اما رشد قدرت ناگهانی امپراتور هابسبورگی بسیاری از امرای آلمانی را با هراس افکند چون می‌ترسیدند که استقلال خود را از دست دهند بنابریان امپراتور وادار به خلع والنشتاین کردند.

### مرحله سوئدی (۱۶۳۰–۱۶۳۵)
این مرحله با دخالت پادشاه سوئد، گوستاوآدولف در سال ۱۶۳۰ آغاز شد. وی که قبل از آغاز جنگ توانسته بود قدرت سوئد را احیا کند و آن را به نیروی بزرگ در بالتیک بدل کند؛ در همین حین، آلمان محل درگیری بین دو اتحادیه بود. فرانسه که از یکپارچگی قدرت هابسبورگ برآشفته بود، به گوستاو پادشاه و فرمانده نیروهای سوئدی کمک مالی کرد و گوستاو نیز ارتش کاملاً مجهز و منضبط خود را به شمال آلمان آورد. گوستاو مایل نبود تا خاندان هابسبورگی را در شمال آلمان ملاقات کند زیرا دریای بالتیک را به صورت دریاچه سوئد می‌خواست؛ در عین حال گوستاوآدولف به کیش لوتری پایبند بود و احساس وظیفه می‌کرد تا به هم‌کیشان خود در آلمان کند.
ارتش گوستا قوای امپراتوری مقدس روم را در شمال آلمان شکست داد و به سمت مرکز آلمان حرکت کرد. امپراتور که حال در شرایط دشواری قرار داشت، والنشتاین را فراخواند و فرماندهی قوای امپراتوری را به او سپرد؛ والنشتاین با سپاه گوستاو در حوالی لایپزیک مواجه شد. سپاه سوئد در نبرد لوتسن پیروز شد اما برای پیروزی هزینه گزافی را داد زیرا پادشاه خود را در میدان نبرد از دست داد. سپاه سوئد در آلمان باقی ماند، اما بخش عمده‌ای از سودمندی آن از میان رفت. قوای امپراتور به رغم از دست دادن والنشتاین که در سال ۱۶۳۴ به دست یکی از سردارانش به قتل رسید، توانست در اواخر سال ۱۶۳۴ سپاه سوئد را نبرد نوردلینگن به سختی شکست دهد و سوئدی‌ها را از جنوب آلمان براند و این پیروزی امپراتوری ابقای آیین کاتولیک در جنوب آلمان را تضمین کرد. امپراتور همچنین از این پیروزی برای صلح با امرای آلمانی استفاده برد و موافقت نمود که فرمان اعاده سال ۱۶۲۹ را لغو کند اما صلح برقرار نشد زیرا سوئدی‌ها هنوز مایل به ادامه جنگ بودند و فرانسه تحت رهبری کاردینال ریشلیو، صدراعظم پادشاه لویی سیزدهم، مستقیماً وارد جنگ شد تا آخرین مرحله جنگ مذهبی اروپا فرا رسد.

### مرحله فرانسوی (۱۶۳۵–۱۶۴۸)
با آغاز مرحله چهارم جنگ، دیگر مسائل مذهبی اهمیت چندانی نداشت چون تفکر سیاسی، قدرت پویای خود را به صحنهٔ جنگ کشانده بود. فرانسه کاتولیک مذهب اکنون از سوئدی‌های پروتستان مذهب ضد هابسبورگ‌های کاتولیک مذهب آلمانی و اسپانیایی پشتیبانی و حمایت می‌کرد. این مرحله از جنگ توسط سوئدی‌ها در شمال آلمان و فرانسوی‌ها در هلند، امتداد رود راین، آلمان غربی شروع و ادامه یافت. نبرد رکروا در سال ۱۶۴۳ نتایج قاطعی به بار آورد؛ زیرا فرانسه توانست اسپانیا را مغلوب کند و شوکت نظامی این کشور خاتمه دهد. سپس فرانسه برای غلبه بر ارتش‌های باواریایی توسعه‌طلب در جنوب آلمان اقدام کرد. در این ایام همهٔ طرف‌ها آماده صلح بودند تا سرانجام در سال ۱۶۴۸، با بسته شدن قرارداد وستفالی، جنگ در آلمان رسماً به پایان رسید اما جنگ اسپانیا و فرانسه تا ۱۶۵۸ و بسته شدن قرارداد پیرنه ادامه یافت. با پایان یافتن این جنگ، اسپانیا قدرت برتر خود را از دست داد تا فرانسه به قوی‌ترین کشور در اروپا شود.

## صلح وستفالی
با بسته شدن قرارداد صلح وستفالی در سال ۱۶۴۸، رسماً جنگ پایانی یافت. طبق مفاد این صلح، تمام دولت‌های آلمانی از جمله دولت‌های کالونی مذهب در پیروی از آیین مدنظر خود آزاد گذاشته شدند. از منظر سرزمینی، فرانسه توانست بخش‌هایی از آلمان غربی و بخشی از آلزاس و سه شهر متس، تول و وردن را به دست آورد؛ بدین ترتیب کنترل منطقه مرزی فرانسه-آلمان و پایگاه‌های عالی برای عملیات نظامی آتی در آلمان، به دست فرانسه افتاد. سوئد و دولت‌های آلمانی براندنبورگ و باواریا اراضی در آلمان به‌دست آوردند و هابسبورگ اتریش هم چیزی از دست نداد و تنها از اقتدار سیاسی آن‌ها کاسته شد. بیش از سیصد حکومت کوچک و بزرگ که امپراتوری مقدس روم را تشکیل می‌دادند، عملاً به صورت دولت‌های مستقل درآمدند و به رسمیت شناخته شدند زیرا از آن پس هریک از آن‌ها از سیاست خارجی خاص خود پیروی کند. این موضوع به ماهیت امپراتوری مقدس روم به عنوان یک واحد سیاسی پایان داد و برای دویست سال بعد، تفرقه میان دولت‌های آلمانی را عمیق‌تر کرد. صلح وستفالی نشان داد که از آن پس دنیای مذهب و سیاست از هم جدا هستند زیرا طرفین، پاپ را به به‌کلی کنار نهادند و از آن پس انگیزه‌های سیاسی در امور عمومی به صورت نیروی راهنما درآمد و مذهب کم‌کم به سمت انتخاب شخصی و فردی نزدیک شد.

## تأثیرات جنگ
مورخان اغلب به «بحران عمومی» در اواسط قرن هفدهم اشاره می‌کنند، دوره ای از درگیری‌های پایدار در مناطقی از چین، جزایر بریتانیا، روسیه تزاری و امپراتوری مقدس روم. در همهٔ این مناطق، جنگ، قحطی و بیماری خسارات شدیدی به مردم محلی وارد کرد. در حالی که جنگ سی ساله قطعاً به عنوان یکی از بدترین اتفاق در میان این رویدادها رتبه‌بندی می‌شود، اما ملی گرایان قرن نوزدهم اغلب تأثیر آن را افزایش داده یا در آمار اغراق می‌کنند تا خطرات آلمان تجزیه شده را نشان دهند. اعدادی مانند تعداد کشته‌ها تا ۱۲ میلیون نفر از جمعیت ۱۸ میلیونی دیگر پذیرفته نمی‌شود، در حالی که ادعای خسارات مادی از سوابق مالیاتی قبل از جنگ فراتر می‌رود.

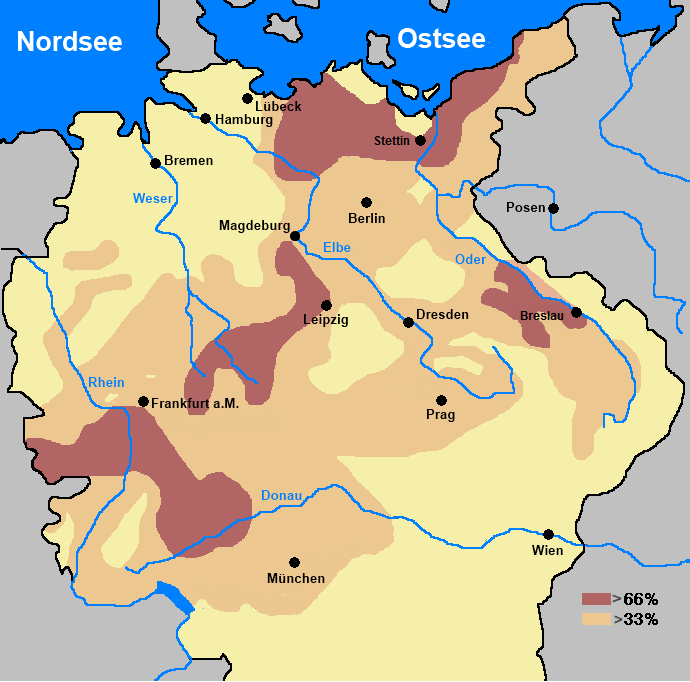
کاهش جمعیت در آلمان ۱۶۱۸ البته کاهش جمعیت شامل عواملی مانند مهاجرت از روستا به مناطق شهری نیز می‌باشد و تماماً مساوی با مرگ و میر نیست
33–66%
> ۶۶٪

این درگیری‌ها به عنوان یکی از بزرگ‌ترین فجایع در زمینه پزشکی در طوی تاریخ توصیف شده‌است، البته طبق استانداردهای مدرن، تعداد سربازان درگیر نسبتاً کم بوده‌است. نبردها به‌طور کلی شامل ارتش‌هایی از حدود ۱۳۰۰۰ تا ۲۰۰۰۰ نفر بودند که بزرگ‌ترین آنها در سال ۱۶۳۲، جنگ آلته وسته (Alte Veste)، با مجموع ۷۰۰۰۰ تا ۸۵۰۰۰ نفر نیرو بوده. برآوردها از مجموع نیروهای اعزام شده توسط هر دو طرف در آلمان از میانگین ۸۰۰۰۰ تا ۱۰۰۰۰۰ نفر از سال ۱۶۱۸ تا ۱۶۲۶ متغیر است که در سال ۱۶۳۲ به ۲۵۰۰۰۰ نفر می‌رسد و در سال ۱۶۴۸ به کمتر از ۱۶۰۰۰۰ نفر می‌رسد. در عین حال میزان تلفات می‌تواند بسیار بالا باشد، فقط در یک نمونه از روستایی کوچک در سوئد با نام بیگدئو از ۲۳۰ مردی که بین سال‌های ۱۶۲۱ و ۱۶۳۹ بخدمت درآمده بودند، ۲۱۵ نفر کشته یا مفقود شده بودند، در حالی که پنج نفر دیگر معلول به خانه بازگشتند.
تاریخ‌دان بریتانیایی پیتر ویلسون، با جمع‌آوری ارقام نیروهای حاضر در نبردها و محاصره‌های شناخته شده، تعداد کشته‌ها یا مجروحان درگیری‌ها را حدود ۴۵۰۰۰۰ نفر تخمین می‌زند. اگرچه که تحقیقات نشان می‌دهد که بیماری دو تا سه برابر این تعداد کشته یا صدمه جدی وارد کرده، که با این حساب تلفات نظامی بین ۱٫۳ تا ۱٫۸ میلیون نفر بوده‌است. پیتیریم سوروکین حد بالای تلفات نظامی را ۲۰۷۱۰۰۰ نفر محاسبه می‌کند، اگرچه روش‌شناسی او مورد بحث قرار گرفته‌است. به‌طور کلی، مورخان توافق دارند که ابن جنگ یک فاجعه بی‌سابقه بود و اکثریت قریب به اتفاق تلفات، چه نظامی یا غیرنظامی، پس از مداخله سوئد در سال ۱۶۳۰ رخ داد.
بر اساس سوابق محلی به جامانده، تمام عملیات‌های نظامی کمتر از ۳ درصد از مرگ و میر غیرنظامیان را به خود اختصاص داده‌است، اما دلایل اصلی چنین کشتاری؛ گرسنگی (۱۲٪)، طاعون خیارکی (۶۴٪)، تیفوس (۴٪) و دیسانتری (۵٪) است. اگرچه شیوع دنباله دار بیماری‌ها برای چندین دهه قبل از ۱۶۱۸ رایج بوده، اما به دلیل هجوم سربازان از کشورهای خارجی، تغییر مکان مداوم جبهه‌های نبرد و جابجایی جمعیت روستایی به شهرهای شلوغ، به شدت گسترش بیماری‌ها را تسریع کرد. این موضوع به آلمان محدود نمی‌شد. بیماری‌های حمل شده توسط سربازان فرانسوی و امپراتوری ظاهراً جرقه طاعون ایتالیایی را زده، که «بدترین بحران مرگ و میر در ایتالیا را در عصر جدید اولیه» رقم زد،  طاعونی که منجر به مرگ حدود ۲۸۰۰۰۰ (یا با برآوردهای بالاتر حدود ۱ میلیون) نفر شد. برداشت ضعیف محصولات کشاورزی در سراسر دهه ۱۶۳۰ و غارت مکرر همان مناطق منجر به قحطی گسترده شد. معاصران ثبت کرده‌اند که مردم علف می‌خورند یا حتی آنقدر ضعیف شده‌اند که حتی توان دریافت صدقه را نیز ندارند، در حالی که شواهدی از آدم‌خواری نیز پیدا شده‌است.
دریافت امروزی ما این است که جمعیت امپراتوری روم مقدس از ۱۸ تا ۲۰ میلیون نفر در سال ۱۶۰۰ به ۱۱ تا ۱۳ میلیون نفر در سال ۱۶۵۰ کاهش یافت و تا سال ۱۷۵۰ به سطح قبل از جنگ بازنگشت. به نظر می‌رسد نزدیک به ۵۰ درصد از این مرگ و میرها در طول دوره اول مداخله سوئد از ۱۶۳۰ تا ۱۶۳۵ اتفاق افتاده‌است. نرخ بالای مرگ و میر در مقایسه با جنگ‌های سه پادشاهی در بریتانیا ممکن است تا حدی به دلیل اتکای همه طرف‌ها به مزدوران خارجی باشد؛ مزدورهایی که اغلب دستمزدی دریافت نمی‌کردند و صرفاً برای زندگی در زمین‌های مرد نظرشان مبارزه می‌کردند . فقدان احساس «جامعه مشترک» به جنایاتی مانند ویرانی ماگدبورگ منجر شد و همین خود تعداد زیادی از مهاجران را ایجاد کرد که به شدت مستعد بیماری بودند. در حالی که مهاجرت کردن در کوتاه مدت جان انسان‌ها را نجات داد، در دراز مدت اغلب نتایج فاجعه باری به همراه داشت.

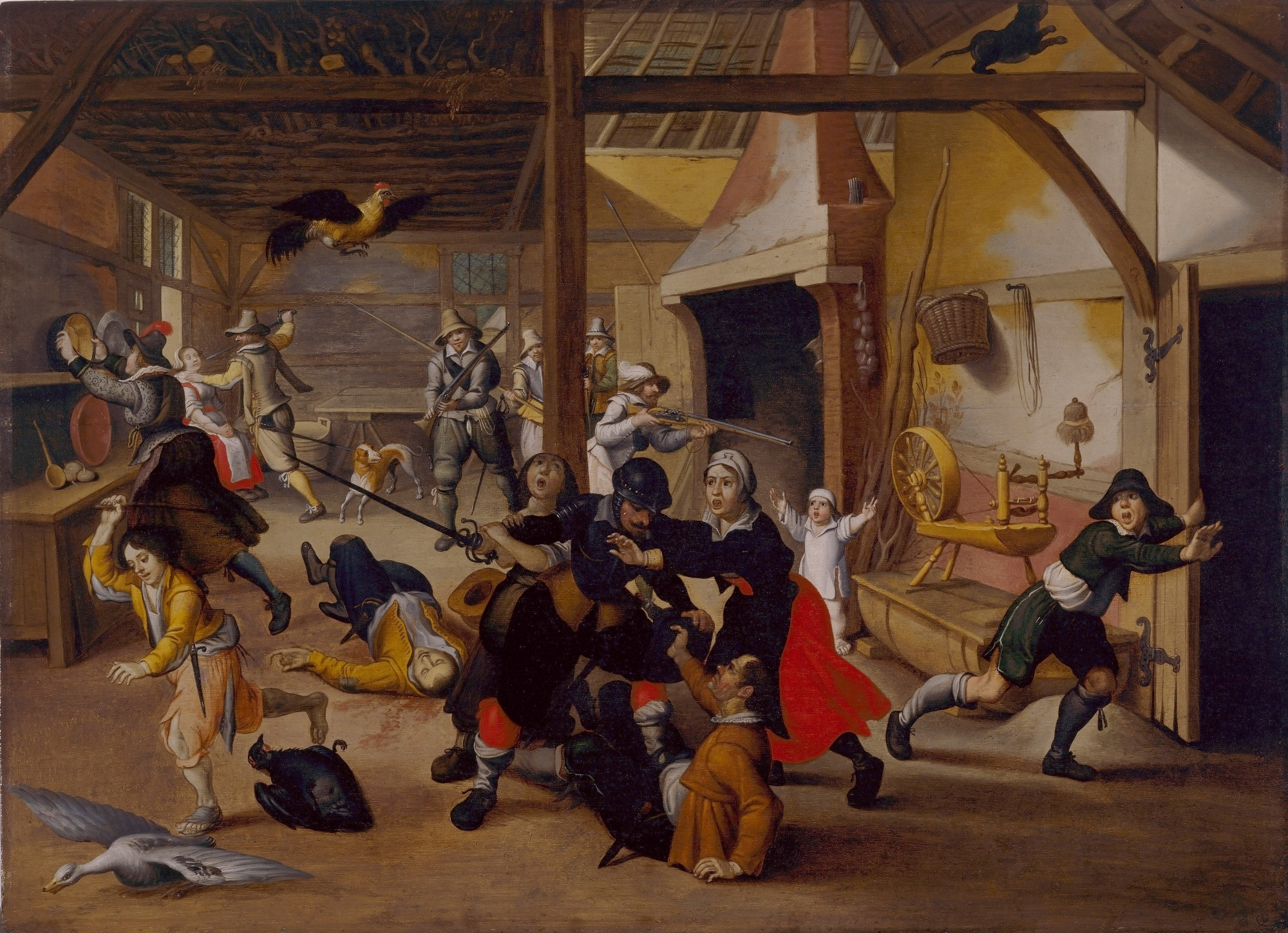
سربازان در حال غارت مزرعه

در سال ۱۹۴۰، گونتر فرانتس مورخ آلمانی، تجزیه و تحلیل مفصلی از داده‌های منطقه‌ای از سراسر آلمان را منتشر کرد که دوره ۱۶۱۸ تا ۱۶۴۸ را پوشش می‌داد. تحلیل‌های او نشان می‌داد که «از جمعیت روستایی حدود ۴۰ درصد قربانی جنگ و بیماری‌های همه‌گیر شدند. و از جمعیت شهرها،...۳۳ درصد». این ارقام می‌توانند گمراه کننده باشند، زیرا فرانتس کاهش مطلق جمعیت قبل و بعد از جنگ، یا «تلفات کلی جمعیتی» را محاسبه کرده‌است. اما او عوامل غیرمرتبط با مرگ یا بیماری، مانند مهاجرت دائمی به مناطق خارج از امپراتوری یا نرخ زاد و ولد کمتر، که از تأثیرات جنگ‌های طولانی است را محاسبه نکرده‌است. همچنین هر منطقه آمار مختص به خود را دارد؛ برای مثال برخی از مناطق در شمال غربی آلمان پس از ۱۶۳۰ نسبتاً آرام بودند و تقریباً هیچ کاهش جمعیتی را تجربه نکردند، در حالی که مناطق مکلنبورگ، پومرانی و دوک‌نشین وورتمبرگ نزدیک به ۵۰٪ کاهش جمعیت داشتند.

## نگارخانه

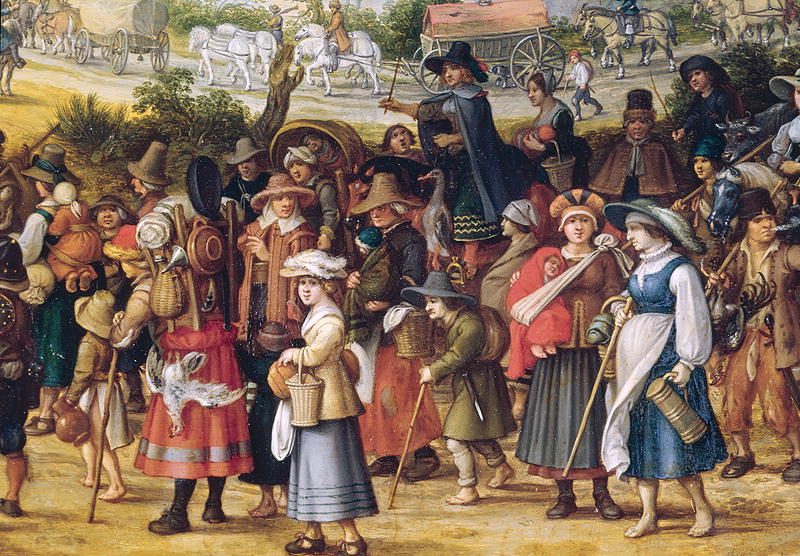
صحنه جنگ اثر سباستین ورانکس
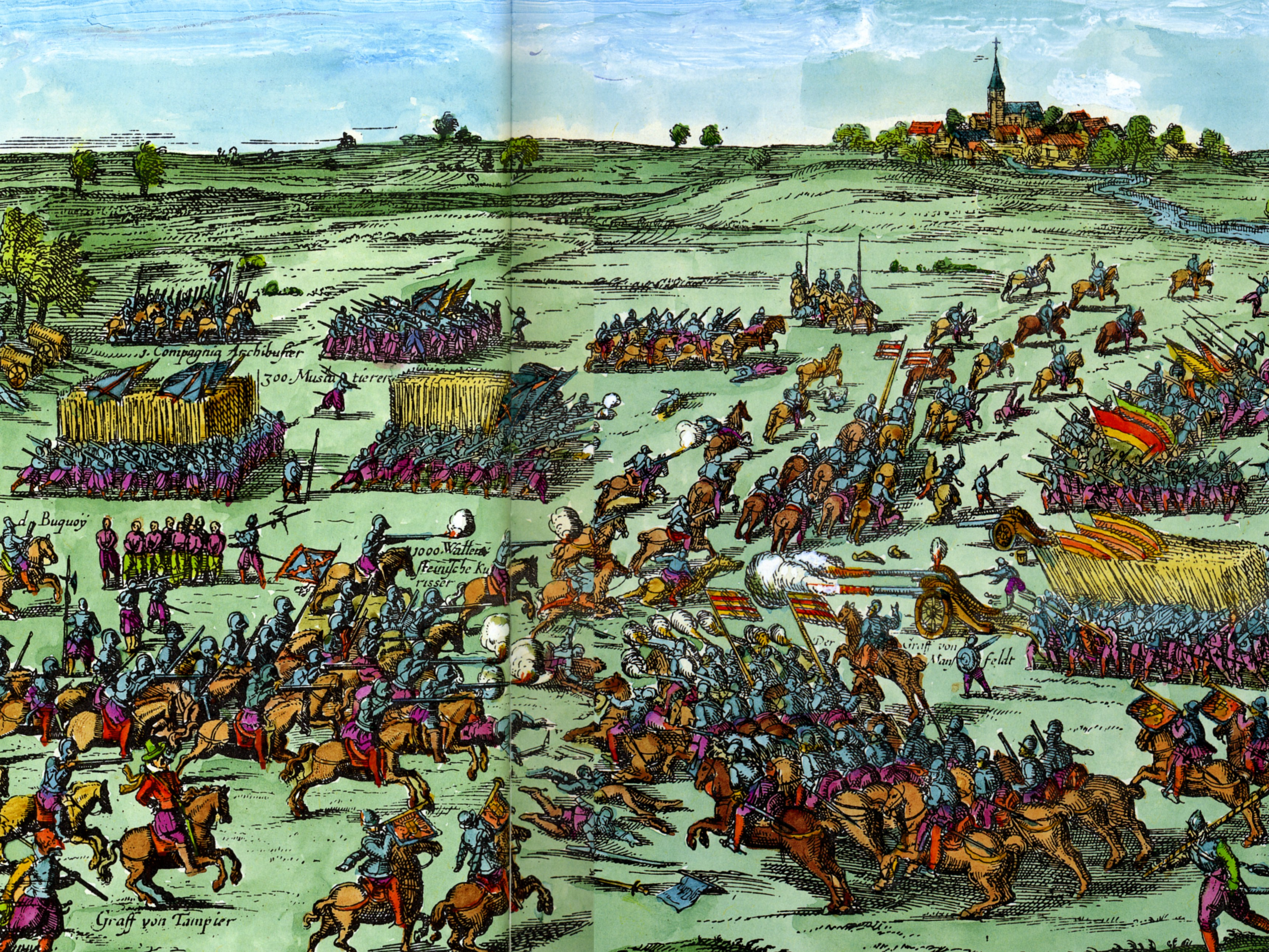
نبرد سابلات، ۱۰ ژوئن ۱۶۱۹
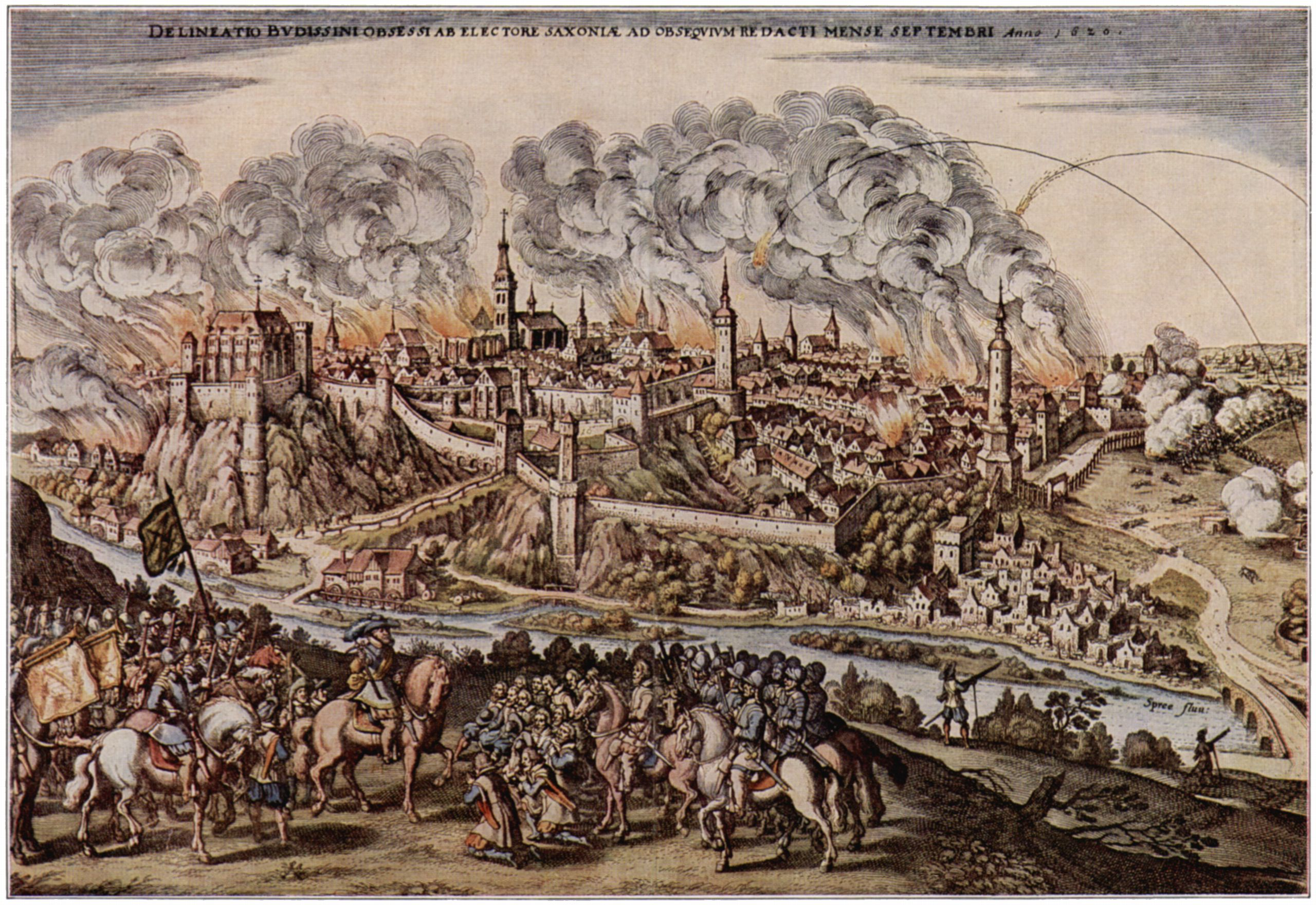
حوالی باوتسن ۱۶۲۰ اثر ماتیوس مرین
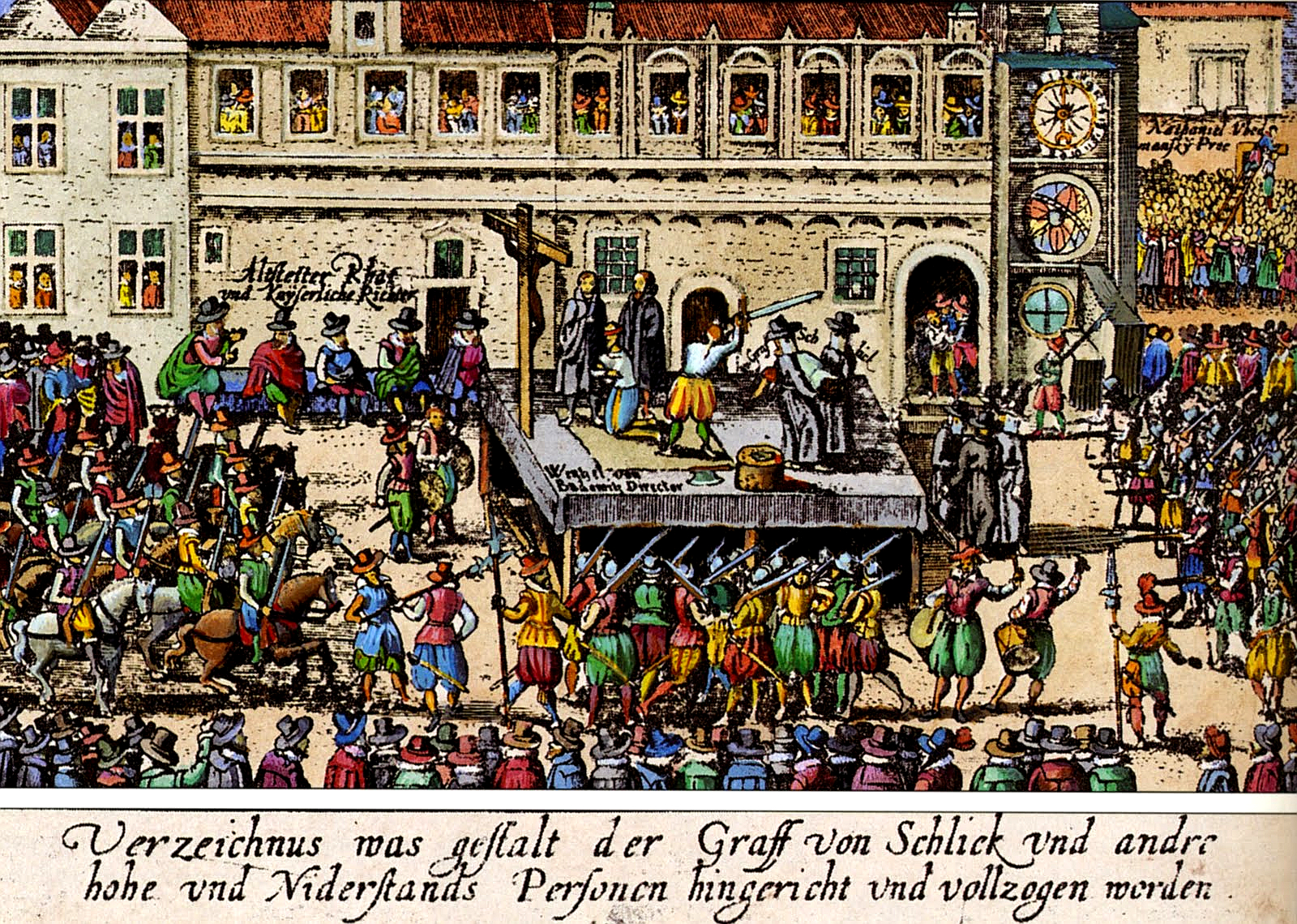
اعدام ۲۷ تن از رهبران شورشیان بوهمی، پراگ،  ۲۱ ژوئن ۱۶۲۱
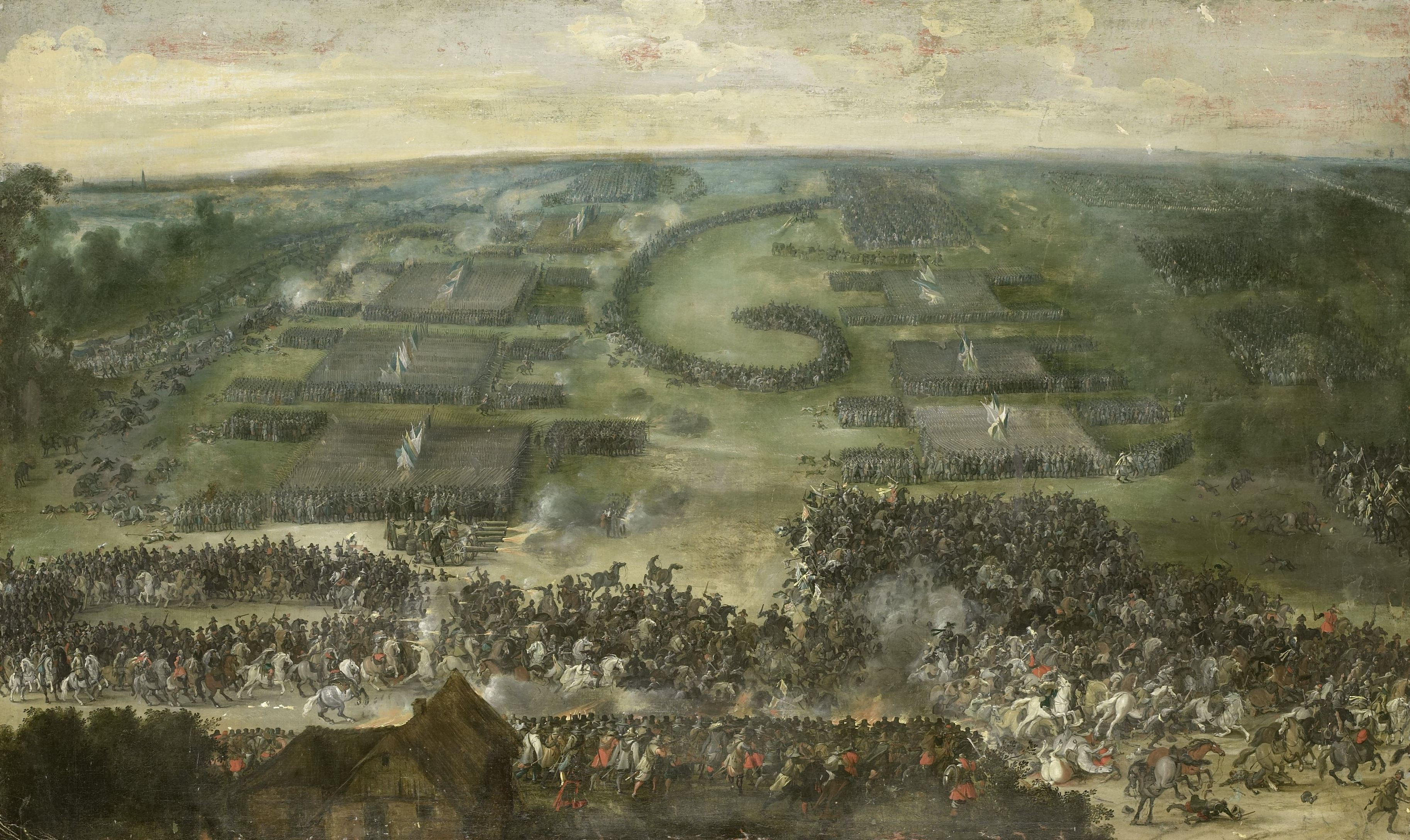
نبرد ویمپن، ۶ می ۱۶۲۲
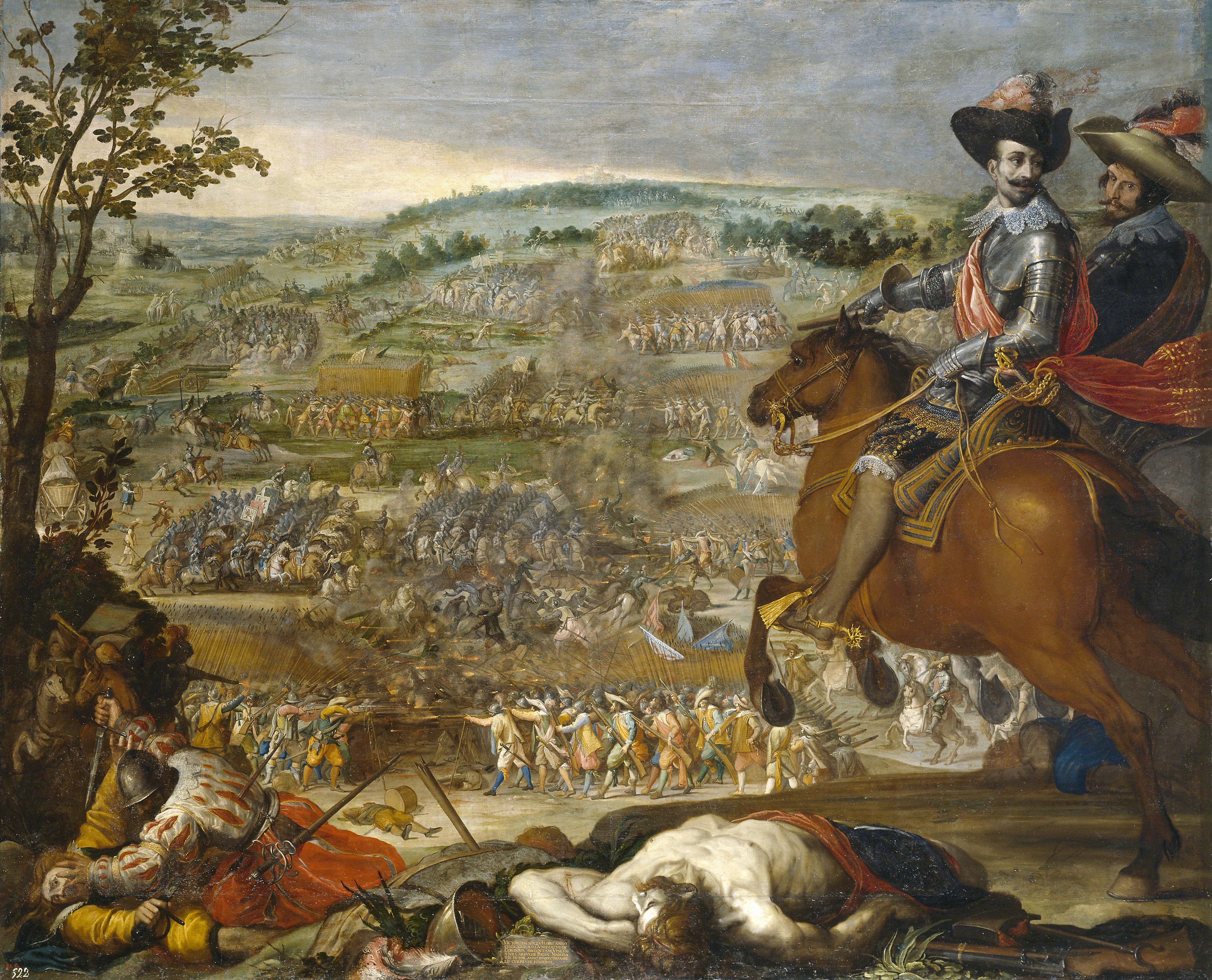
نبرد فلورو، ۲۹ اوت ۱۶۲۲
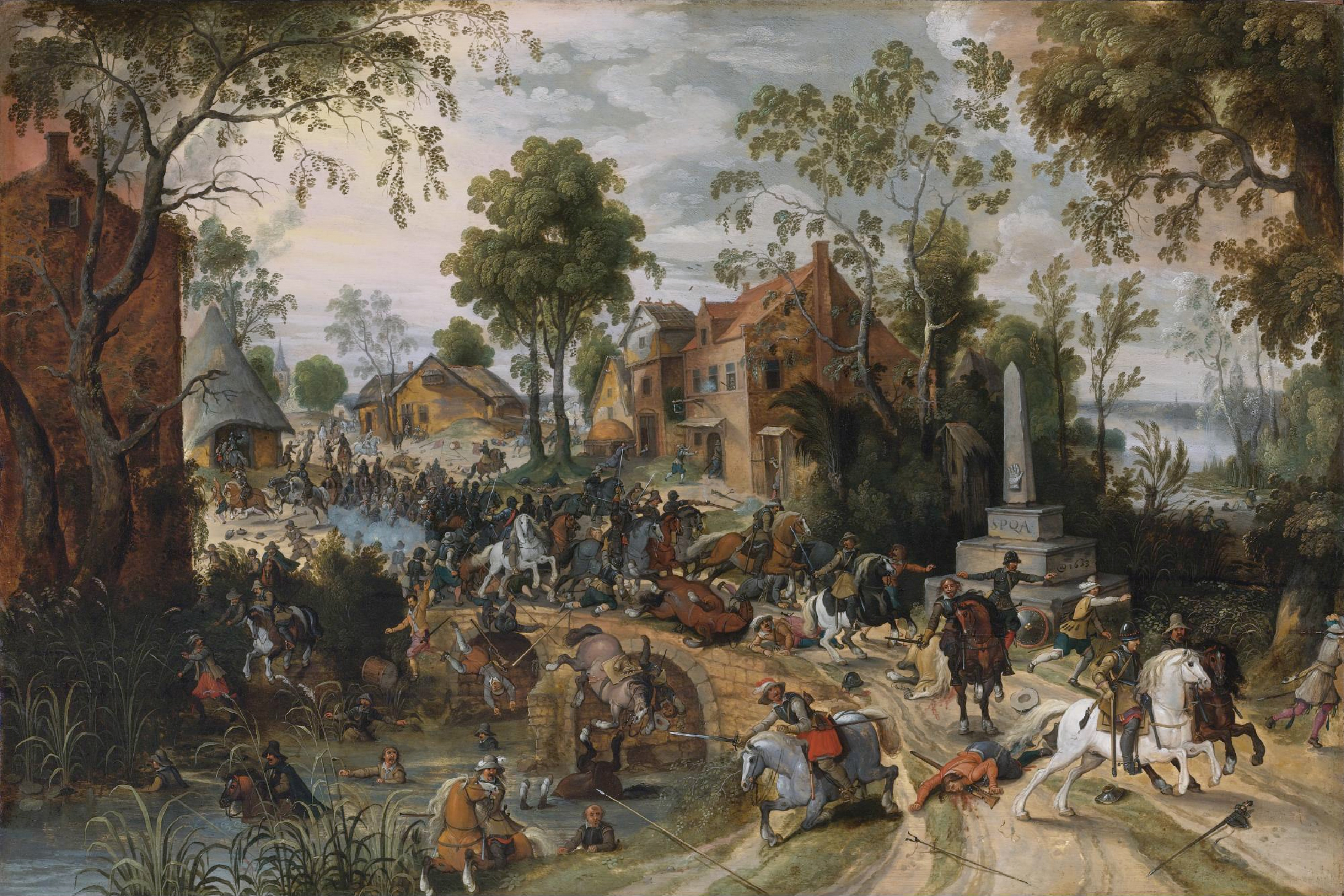
نبرد اشتات‌لون، ۶ اوت ۱۶۲۳
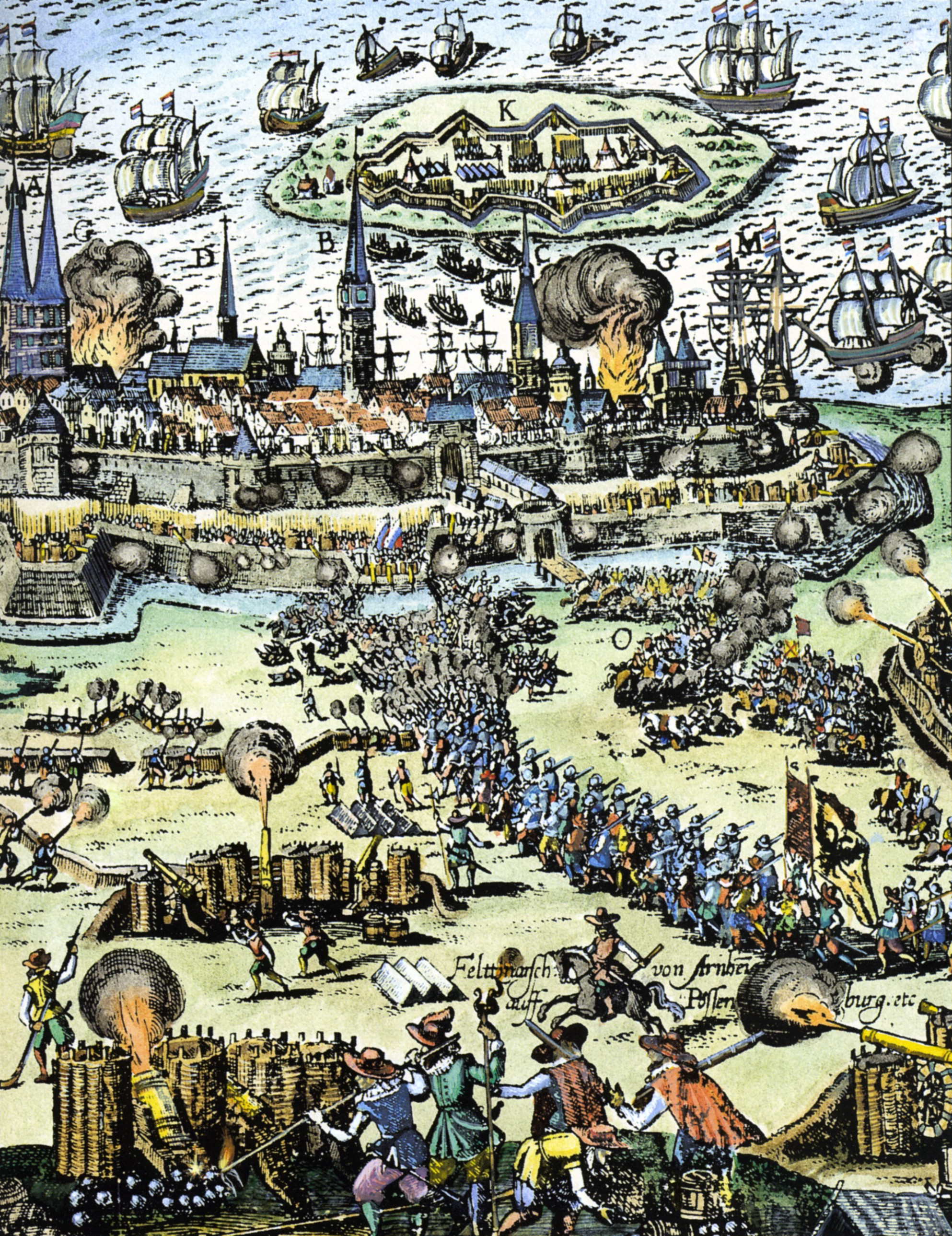
محاصره اشترالزوند، می تا ۴ اوت ۱۶۲۸
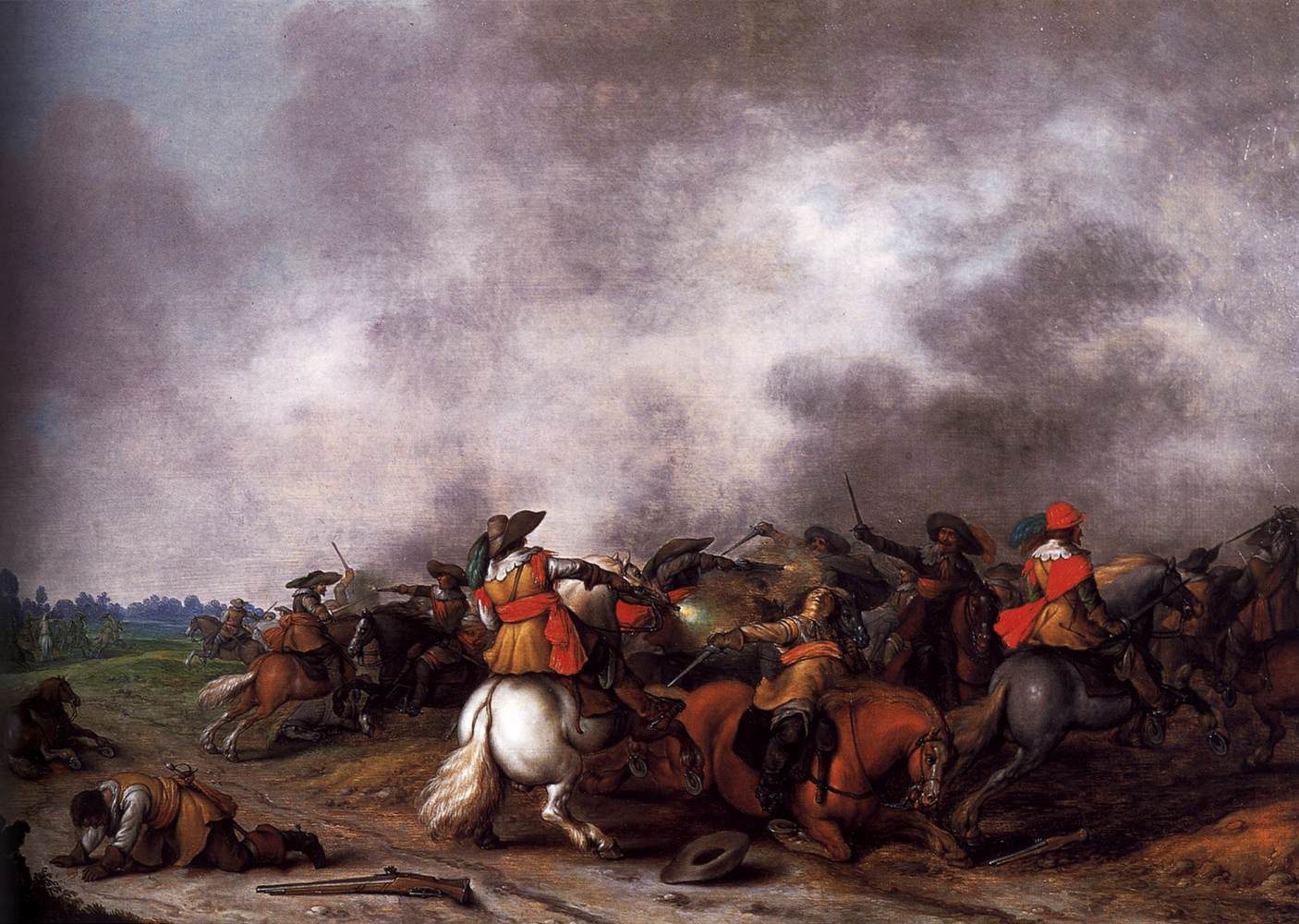
نبرد سواره نظام ها بین ۱۶۲۶ و ۱۶۲۸
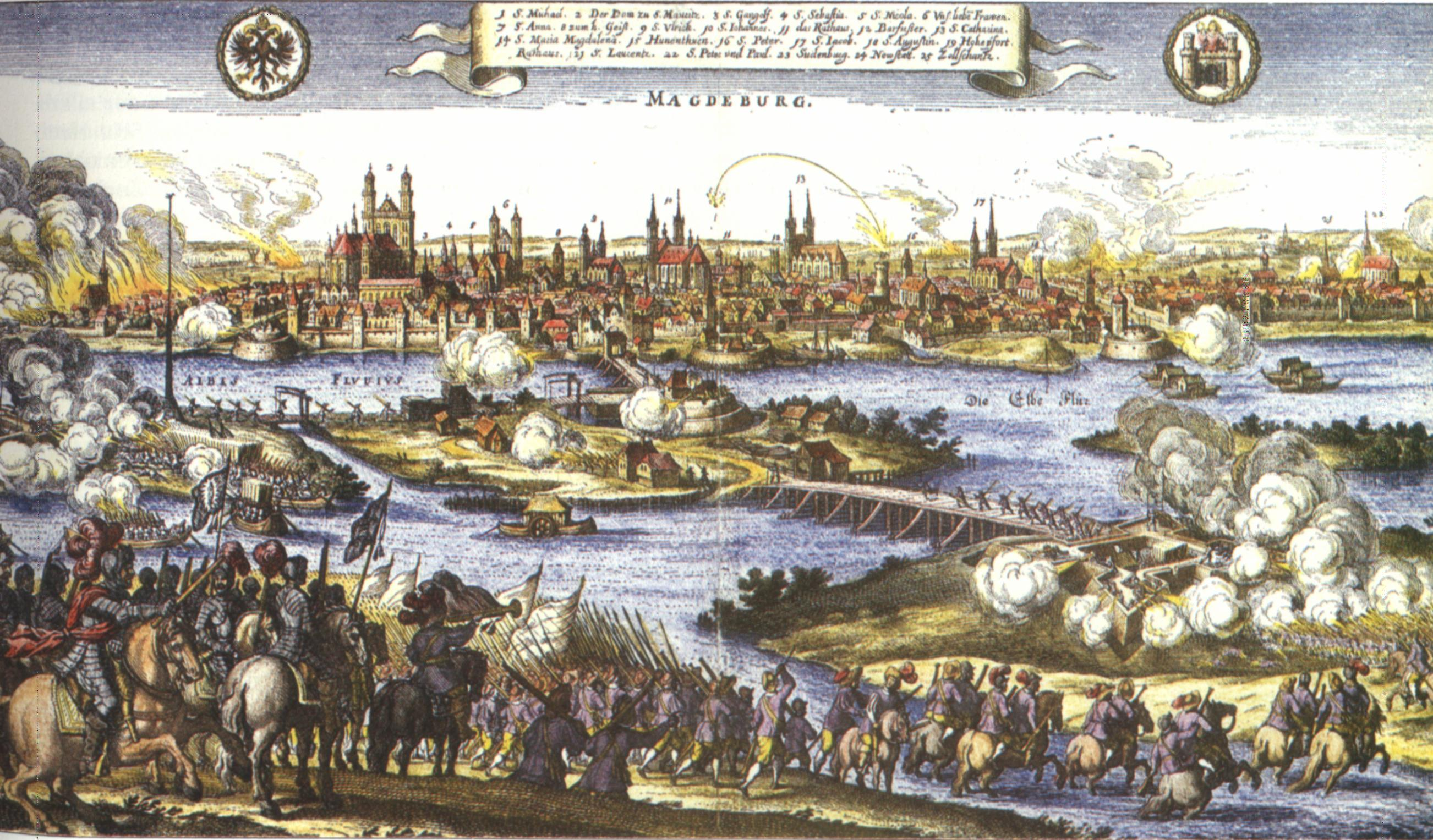
کشتار ماگدبورگ، ۱۶۳۱[یادداشت ۱۱]
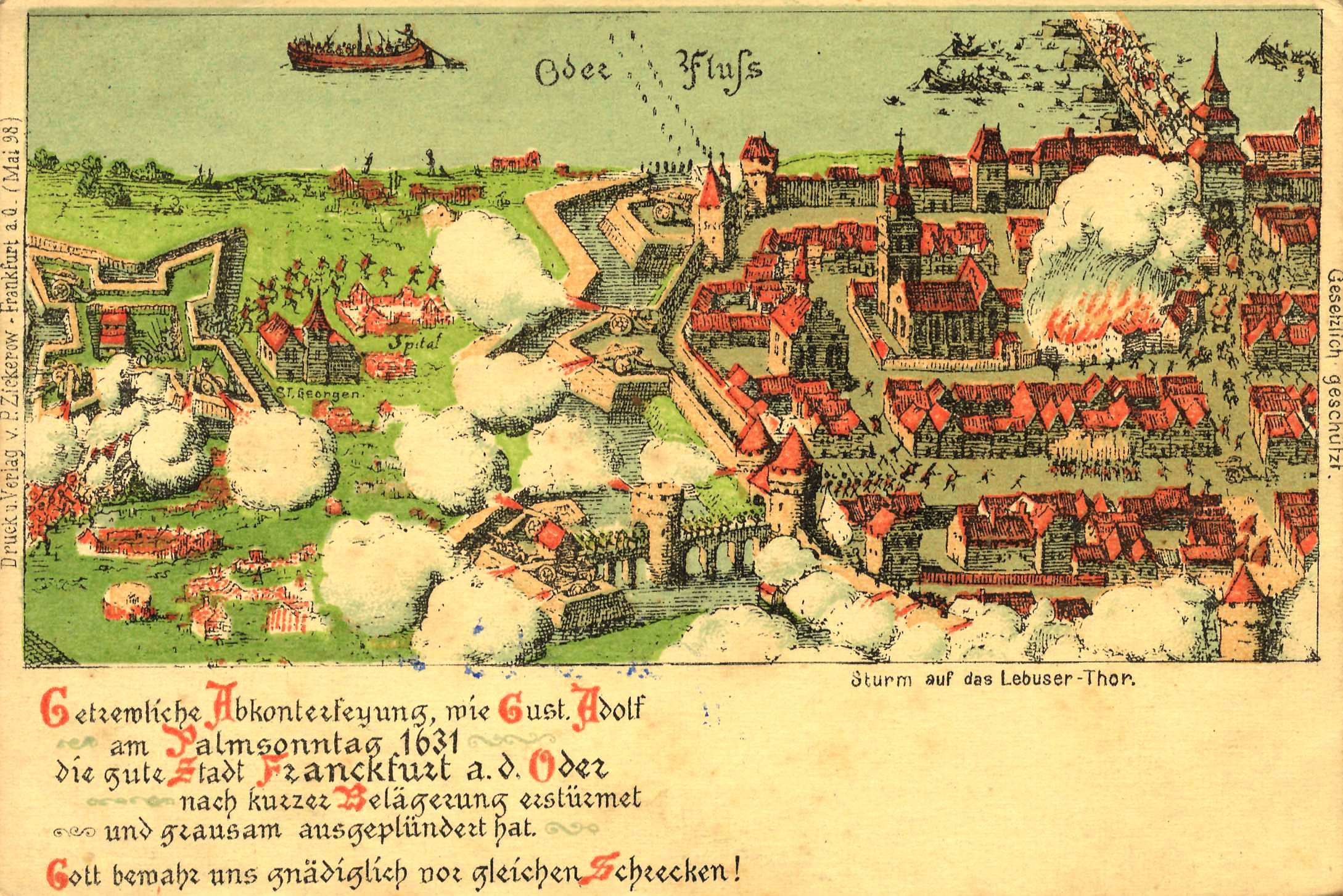
نبرد فرانکفورت اودر، آوریل ۱۶۳۱
مرگ شاه گوستاو آدولف دوم سوئد در نبرد لوتسن، ۶ نوامبر ۱۶۳۲
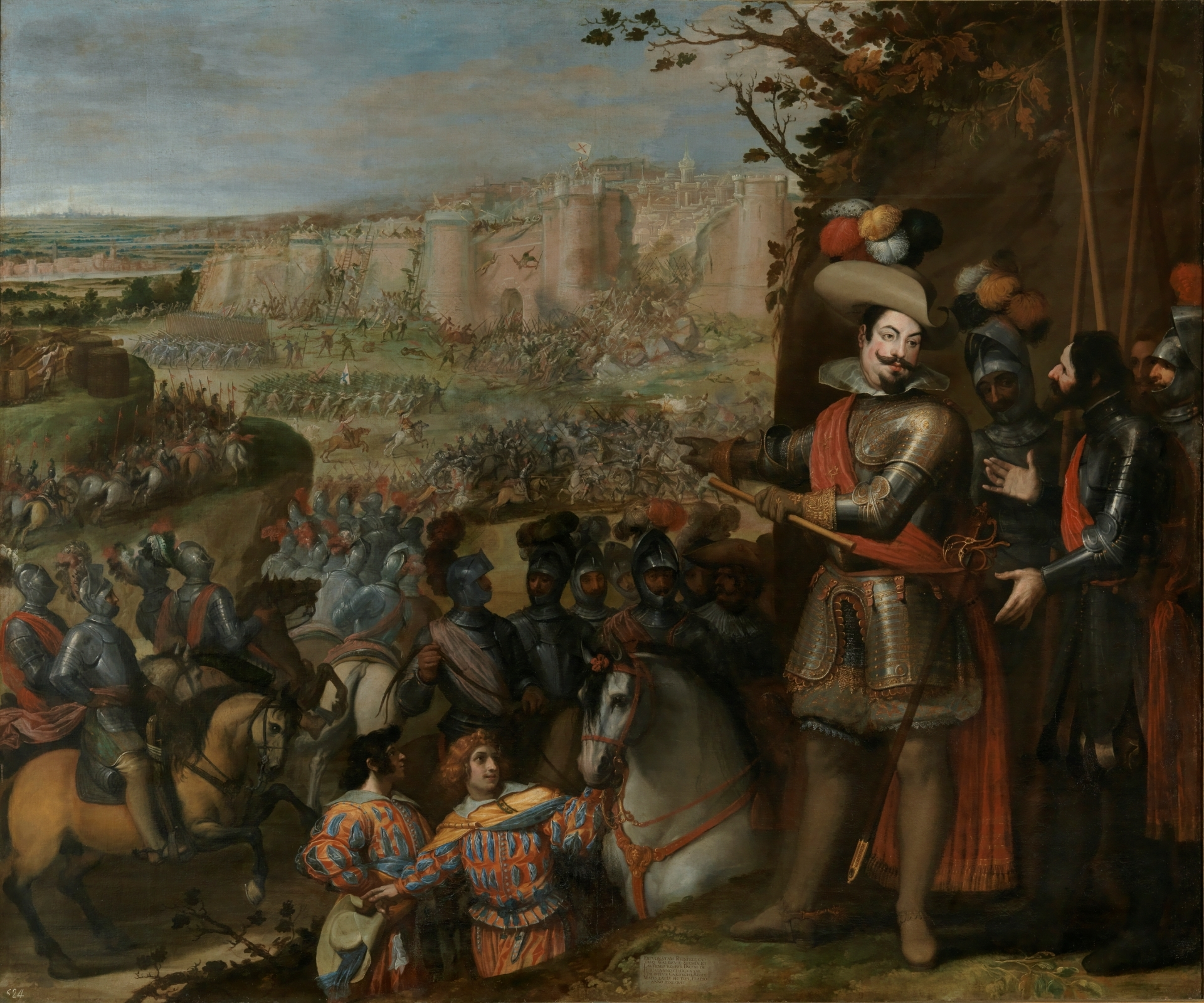
محاصره رنفلدان (۱۶۳۳)، ۱۶۳۳
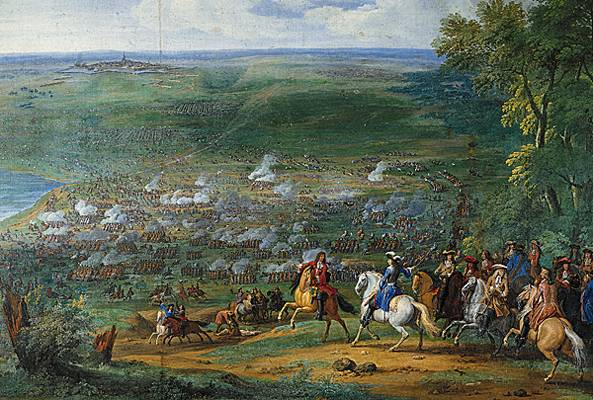
نبرد رکروا،
۱۶۴۳